# 27a edició dels Premis Sant Jordi de Cinematografia
La 27a edició dels Premis Sant Jordi de Cinematografia va tenir lloc el 25 de maig de 1983, patrocinada per Ràdio Nacional d'Espanya. Els premis es van donar a conèixer el dia 11 d'abril després de les deliberacions d'un jurat presidit per Joan Munsó i Cabús i amb Jordi Torras com a secretari.
La cerimònia d'entrega es va dur a terme a la discoteca Don Chufo de Barcelona. L'acte fou presidit per Xavier Foz, director de RNE a Barcelona, i va comptar amb la presència del director de TVE, José María Calviño, de la directora general de Cinematografia, Pilar Miró, del governador civil de Barcelona, Ferran Cardenal i de Alemany, del director de RNE Fernando González Delgado i del director general de Règim Jurídic de RTV de la Generalitat de Catalunya, Jaume Casajoana i Roca. En finalitzar l'acte es van projeccions de cinema mut amb el músic Joan Pineda i Sirvent i una actuació del polifacètic amo del local, Chufo Llorens.

## Premis Sant Jordi
| Categoria                       | Premiat                            | Labor premiada           |
| ------------------------------- | ---------------------------------- | ------------------------ |
| Millor pel·lícula espanyola     | Demonios en el jardín              | Pel·lícula               |
| Millor pel·lícula estrangera    | Victor Victoria                    | Blake Edwards            |
| Millor interpretació espanyola  | Esperanza Roy                      | Bésame, tonta Vida/Perra |
| Millor interpretació estrangera | Robert Preston                     | Victor Victoria          |
| Millor pel·lícula infantil      | ET, l'extraterrestre               | Steven Spielberg         |
| Millor curtmetratge espanyol    | Parleu després de sentir el senyal | Antoni Verdaguer i Serra |
| Premi Especial del Jurat        | Dirigido por                       | -                        |